# Gregor Amann

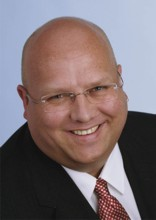
Gregor Amann

Gregor Amann (* 15. August 1962 in Ravensburg) ist ein deutscher Politiker (SPD).

## Ausbildung und Beruf
Nach dem Abitur 1981 am Hohenzollern-Gymnasium Sigmaringen leistete Amann 1982 bis 1983 als Freiwilliger der Aktion Sühnezeichen seinen Zivildienst bei einer gemeinnützigen Organisation in Detroit ab. Als Freiwilliger der Aktion Sühnezeichen war er anschließend noch bis 1984 in deren Berliner Büro tätig. Im Sommer 1984 ging Amann erneut in die USA und arbeitete ein Jahr als Hilfsarbeiter bei einem Bauunternehmen in Washington, D.C. 1985 begann er ein Studium der Politikwissenschaft, Psychologie und Linguistik an der Goethe-Universität in Frankfurt am Main, welches er 1994 als Magister Artium beendete. Nachdem er schon neben dem Studium bei der Lufthansa-Tochter LSG Sky Chefs gearbeitet hatte, arbeitete er ab 1994 als Check-in-Agent bei der Deutschen Lufthansa AG. 1997 wechselte er zum Flugscheinverkauf der Lufthansa am Frankfurter Flughafen, wo er dann bis 2001 und 2004 bis 2005 tätig war. Auch nach dem Verlust seines Bundestagsmandats bei der Bundestagswahl 2009 arbeitet er wieder als „Ticket Agent“ am Frankfurter Flughafen.
Gregor Amann ist geschieden.

## Partei
Amann ist seit 1988 Mitglied der SPD. Im Jahr 2000 und von 2005 bis zu seinem Rücktritt nach der verlorenen Bundestagswahl 2009 gehörte er dem Vorstand des SPD-Unterbezirks Frankfurt am Main an.  Er arbeitete von 2001 bis 2004 als hauptamtlicher Geschäftsführer des Unterbezirks. Am 16. März 2007 wurde Gregor Amann zum stellvertretenden Vorsitzenden des Unterbezirks gewählt, am 14. März 2009 in diesem Amt bestätigt. Nach dem Verlust seines Bundestagsmandats übernahm Gregor Amann öffentlich die Verantwortung für seine Wahlniederlage und trat vom Amt des stellvertretenden Vorsitzenden der Frankfurter SPD zurück. Amann ist weiterhin in der SPD aktiv und kandidierte bei der Kommunalwahl am 27. März 2011 erfolgreich für die Frankfurter Stadtverordnetenversammlung. Durch das in Hessen bei Kommunalwahlen mögliche „Kumulieren“ und „Panaschieren“ verbesserte Amann seine Position auf der SPD-Liste von Platz 26 auf Platz 20. Bei der Kommunalwahl 2016 wurde Amann als Stadtverordneter wiedergewählt.
2012 kandidierte er erneut erfolgreich für den Unterbezirksvorstand der Frankfurter SPD. Er ist seit 2011 der wirtschaftspolitische Sprecher der SPD-Stadtverordnetenfraktion in Frankfurt.

## Abgeordneter
Von 1993 bis 1999 war Gregor Amann Mitglied des Ortsbeirats (OBR) 1 in Frankfurt am Main.
Von 1999 bis 2005 gehörte Amann der Stadtverordnetenversammlung von Frankfurt am Main an.
Von 2005 bis 2009 war Amann Mitglied des Deutschen Bundestages. Er wurde mit 39,8 % der Erststimmen direkt gewählter Abgeordneter des Wahlkreises 183 (Frankfurt am Main I).
Bei der Bundestagswahl 2009 verlor Gregor Amann sein Direktmandat an den CDU-Politiker Matthias Zimmer.
Als Bundestagsabgeordneter war Gregor Amann Mitglied des Ausschusses für Arbeit und Soziales, Entwicklung und wirtschaftliche Zusammenarbeit sowie des Petitionsausschusses. Im Ausschuss für Arbeit und Soziales war er für die SPD-Fraktion zuständiger Berichterstatter für die Themen Rente, Altersvorsorge und Altersarmut. Amann gehörte zu den wenigen in der SPD-Fraktion, die bei Auslandseinsätzen der Bundeswehr konsequent mit „Nein“ stimmten.
Seit April 2011 ist Amann (wieder) Stadtverordneter in Frankfurt am Main.
Bei der Bundestagswahl am 22. September 2013 kandidierte Amann erneut als Direktkandidat der SPD für den Bundestagswahlkreis 182 (Frankfurt am Main I), unterlag aber dem Amtsinhaber Matthias Zimmer (CDU).